# Pytheas resa till Thule
Pytheas resa till Thule är en roman av Alf Henrikson från 1985.
Romanen berättar att greken Pytheas' redogörelse för en resa till Thule återupptäcks efter 2300 år. Thule visar sig vara Sverige, och ritualen midvinterblot och krigföring mellan olika nordiska klaner beskrivs i god detalj. Shakespeares pjäs Hamlet sätts i ett nytt perspektiv då det visar sig vara en historia ur folkmun. En stor skillnad från Shakespeares Hamlet är att Ofelia gifter sig med Pytheas, seglar iväg och dör sedermera i bestigen ålder på en ö i Medelhavet.
På bakre fliken till skyddsomslaget nämns att det är fråga om fabulering, men annars hävdar baksidestexten och förordet att det är en översättning av ett nyupptäckt antikt manuskript. När författaren fick frågan om det var någon av hans böcker som han var missnöjd med antydde han att det var ett missgrepp att inte tydligt presentera Pytheas resa till Thule som en roman. Han hade träffat hembygdsforskande människor som trott att det var en verklig skildring av en resa som Pytheas gjorde i deras trakter.
Faktum är att romanen är full av anakronismer; Pytheas träffar förebilden till kung Artur – vilken annars antas ha levat ca år 500 efter Kristus – och när han kommer till det nuvarande Sverige är sveakungarna av Ynglingaätten – vilka också antas ha levat efter Kristi födelse – redan historia.